# 小森白
小森 白（こもり きよし、1920年（大正9年）1月27日 - 2003年（平成15年））は、日本の映画監督、脚本家、映画プロデューサーである。別名大滝 翠（おおたき みどり）。映画監督として活動した20年間に、60本の映画を監督した。東京興映創立者・社長。

## 人物・来歴
1920年（大正9年）1月27日、東京都世田谷区太子堂に生まれる。
少年期に中華民国・北京市に移り、旧制・北京日本中学校（1945年廃校）を1933年（昭和8年）に卒業、東京に戻り、第二次世界大戦末期の1944年（昭和19年）3月、法政大学経済学部を卒業し、同年4月、満24歳のときに東宝に入社する。終戦後、1946年（昭和21年）、新東宝（当時は新東宝映画製作所）の設立に参加、溝口健二、阿部豊、田中重雄、中川信夫らの助監督を務める。
1953年（昭和28年）、33歳で監督に昇進、伊藤雄之助主演のコメディ映画『一等女房と三等亭主』でデビューする。1958年（昭和33年）、大蔵貢が経営する別会社富士映画に出向、久保菜穂子主演の『太陽娘と社長族』等を監督した後に、翌1959年（昭和34年）、新東宝に復帰した。1961年（昭和36年）の新東宝倒産まで、富士映画作品も含めて27本を監督する。
1962年（昭和37年）、富士映画の後身、大蔵映画で『太平洋戦争と姫ゆり部隊』を監督、翌1963年（昭和38年）には、グァルティエロ・ヤコペッティの『世界残酷物語』をヒントに、アーカイヴ・フッテージで構成した『日本残酷物語』を中川信夫らと共同監督し、新東宝興業（現在の新東宝映画）が配給した。
1964年（昭和39年）、44歳のときに小森白プロダクションを設立、初期のピンク映画『日本拷問刑罰史』を監督する。1966年（昭和41年）3月8日、東京興映（中央区銀座東4丁目4番地、現在の銀座4丁目9番2号）を設立、代表取締役に就任、同社でピンク映画を8年間で24本を監督した。1973年（昭和48年）には、監督としては同年1月に公開した山本晋也・堀越善明との共同監督作品『日本猟奇事件』、製作者としては同年12月に公開した堀越善明が監督した『実録拷問性犯罪』を最後に同社の活動を停止し、満53歳で事実上引退している。その後、晩年は、アパートおよびマンションの経営者となった。
2003年（平成15年）、死去。享年84（満83歳）。

## おもなフィルモグラフィ
クレジットは特筆以外すべて「監督」である。公開日の右側には監督を含む監督以外のクレジットがなされた場合の職名、および東京国立近代美術館フィルムセンター（NFC）、マツダ映画社所蔵等の上映用プリントの現存状況についても記す。同センター等に所蔵されていないものは、とくに1940年代以前の作品についてはほぼ現存しないフィルムである。資料によってタイトルの異なるものは併記した。
- 『四つの結婚』 : 監督青柳信雄、製作東宝、配給映画配給社、1944年9月28日公開 - 助監督[1]
- 『エノケンのとび助冒険旅行』 : 監督中川信夫、製作エノケンプロダクション・新東宝、配給新東宝、1949年9月20日公開 - 助監督、76分尺で現存（NFC所蔵[5]）
- 『群盗南蛮船』 : 監督稲垣浩、製作・配給新東宝、1950年6月13日公開 - 助監督、94分尺で現存（NFC所蔵[5]）
- 『雪夫人絵図』 : 監督溝口健二、製作滝村プロダクション・新東宝、配給新東宝、1950年10月21日公開 - 助監督、86分尺で現存（NFC所蔵[5]）
- 『一等女房と三等亭主』 : 1953年 - 監督デビュー作[1]
- 『女競輪王』Onna Keirin-ō : 1956年
- 『「青春万歳」より 源平恋合戦』 : 製作・配給新東宝、1957年6月11日公開 - 監督、75分尺で現存（NFC所蔵[5]）
- 『女の防波堤』 Soldiers' Girls : 1958年 - 監督、87分尺で現存（NFC所蔵[5]）
- 『童貞社員とよろめき夫人』 Dōtei shain to yoromeki fujin : 1958年
- 『太陽娘と社長族』 : 製作富士映画、配給新東宝、1958年5月18日公開 - 監督、現存（日本名画遺産DVD）
- 『無警察』 : 製作・配給新東宝、1959年4月17日公開 - 監督、現存（テックコミュニケーションズDVD）
- 『大東亜戦争と国際裁判』 : 製作・配給新東宝、1959年1月3日公開 - 監督、現存（ジェネオン エンタテインメントDVD）
- 『日本ロマンス旅行』 : 他の監督近江俊郎・石井輝男・毛利正樹・小野田嘉幹・山田達雄・中川信夫・加戸野五郎・土居通芳・曲谷守平、製作・配給新東宝、1959年6月19日公開 - 監督（下田班、オムニバス）
- 『静かなり暁の戦場』 : 製作・配給新東宝、1959年9月4日公開 - 監督、現存（日本名画遺産DVD）
- 『明治大帝と乃木将軍』 : 製作・配給新東宝、1959年11月1日公開 - 監督、現存（ジェネオン エンタテインメントDVD）
- 『大虐殺』 : 製作・配給新東宝、1960年1月30日公開 - 監督、94分尺で現存（NFC所蔵[5]）
- 『太平洋戦争 謎の戦艦陸奥』 : 製作・配給新東宝、1960年4月1日公開 - 監督、現存（ジェネオン エンタテインメントDVD）
- 『皇室と戦争とわが民族』 : 製作・配給新東宝、1960年6月11日公開 - 監督、現存（日本名画遺産DVD）
- 『激闘の地平線』 : 1960年
- 『恋愛ズバリ講座 第二話 弱気』 : 製作・配給新東宝、1961年1月21日公開 - 構成、現存（テックコミュニケーションズDVD）
- 『太平洋戦争と姫ゆり部隊』 : 製作・配給大蔵映画、1962年 - 133分尺で現存（NFC所蔵[5]/ジェネオン エンタテインメントDVD）
- 『日本残酷物語』 : 製作・配給新東宝興業、1963年 - 監督、100分尺で現存（NFC所蔵[5]）
- 『0歳の女』 : 製作小森白プロダクション、配給新東宝映画、1964年4月製作・公開 - 監督（「大滝翠」名義）
- 『青い乳房の埋葬』 : 製作・配給新東宝映画、1964年5月26日公開 - 脚本・監督（「大滝翠」名義）
- 『渇いた唇』 : 製作小森白プロダクション、配給新東宝映画、1964年9月2日公開 - 脚本・監督（「大滝翠」名義）
- 『日本拷問刑罰史』 : 製作小森白プロダクション、配給新東宝映画、1964年10月27日公開 - 監督、82分尺で現存（NFC所蔵[5]）
- 『入れ墨お蝶』 : 製作白映プロダクション・国映、配給国映、1964年12月29日公開 - 監督（「大滝翠」名義）
- 『情炎の私刑』 : 製作ゴールデンフィルム・新東宝映画、配給新東宝映画、1965年2月製作・公開 - 監督（「大滝翠」名義）
- 『女高生のふるえ』 : 監督横井充、製作宮西プロダクション、配給東京興映、1966年7月製作・公開 - 企画（「大滝翠」名義）
- 『極秘・女拷問』 Absolutely Secret: Girl Torture : 製作東京興映、配給新東宝興業、1968年
- 『現代悪女伝』 : 製作・配給東京興映、1969年製作・公開 - 監督（「大滝翠」名義）
- 『裸女検査』 : 製作・配給東京興映、1971年11月製作・公開 - 監督（「大滝翠」名義）
- 『愛と悦びの官能』 : 製作・配給東京興映、1972年3月製作・公開 - 監督（「大滝翠」名義）
- 『日本猟奇事件』（改題『谷ナオミ 緊縛』『日本猟奇人身御供 日本猟奇事件より』） : 製作東京興映、配給新東宝、1973年1月公開 - 監督最終作、80分尺で現存（NFC所蔵[5]）

## ビブリオグラフィ
- 『文化の仕掛人 現代文化の磁場と透視図』、青土社、1985年10月 - 東宝入社から新東宝崩壊に至るまでの監督自身の経験談に1章が割かれている
- 「"日本人"として撮った『大東亜戦争と国際裁判』」小森白・ダーティ工藤、『映画論叢』通巻30号所収、国書刊行会、2012年7月19日 ISBN 4336055386 - インタビュー[8]

## ギャラリー

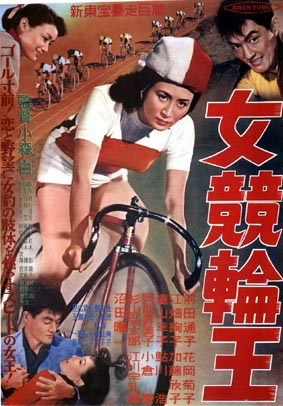
『女競輪王』（新東宝、1956年）

## 註
1. 1 2 3 4 5 6 7 8  キネマ旬報社[1988], p.165-166.
2. 1 2 3 4 5 6 7 8 9 10 11 12 13  国書[2012], p.54-78.
3. 1 2 3 4 5 6 7 8 9 10 11  小森白、大滝翠、日本映画データベース、2013年3月11日閲覧。
4. 1 2 3  小森白、大滝翠、日本映画情報システム、文化庁、2013年4月25日閲覧。
5. 1 2 3 4 5 6 7 8 9 10 11 12  小森白、東京国立近代美術館フィルムセンター、2013年4月25日閲覧。
6. ↑  1973年 公開作品一覧 391作品、日本映画データベース、2013年3月11日閲覧。
7. ↑  主な所蔵リスト 劇映画 邦画篇、マツダ映画社、2013年4月25日閲覧。
8. ↑  "日本人"として撮った『大東亜戦争と国際裁判』、国立国会図書館、2013年3月11日閲覧。